# Соловьёв, Владимир Александрович (драматург)

Могила В. А. Соловьёва на Новодевичьем кладбище

Владимир Александрович Соловьёв (1907—1978) — русский советский драматург, поэт и переводчик. Лауреат двух Сталинских премий второй степени (1941, 1946).

## Биография
Родился 26 марта (8 апреля) 1907 года в городе Сумы (ныне Украина) в семье мелкого чиновника. В 1908 году семья переехала в Петербург, где отец получил место помощника контролёра городских больниц. В 1914 году отец был мобилизован и умер от тифа на фронте в 1917 году.
Школу не окончил, с 15 лет работал монтёром на заводе, затем в комсомольских организациях. Начал литературную деятельность со стихов в 1924 году (первое стихотворение «В кузне» появилось в журнале «Ленинградский металлист», в том же году ещё несколько опубликовано в «Красной газете»).
Ленинградский поэт Н. И. Маков, в неопубликованных воспоминаниях «Дети октября» («Штрихи воспоминаний»), Ленинград, 1965, пишет:
«Помню, как впервые появился в редакции „Красной газеты“ новый поэт с 3-й электростанции, с полным краснощеким лицом и веселыми, немного озорными глазами. Он подошел к заведующему отделом на „Фабриках и Заводах“ тов. Рабиновичу и отрекомендовался: „Владимир Соловьев!“
Впоследствии лауреат государственной премии, автор известных пьес: „Фельдмаршал Кутузов“, „Великий государь“ и других, Соловьев принес стихи, аккуратно написанные на хорошей меловой бумаге. У него была привычка громко читать свои произведения перед „резцовцами“.
„Вдали качается желтеющее брюхо / Беременной Земли…“ декламировал Соловьев, расхваливая довольно смелые, в то время, образы своих стихов. <…>

В 1928 году мне довелось работать вместе с Владимиром Соловьевым: в журнале „Лен. Металлист“ юмористическую страничку мы выпускали под редакцией М. Э. Козакова — автора известных романов „Человек, падающий ниц“, „Девять точек“ и др.»
В 1929 году выпустил первую книгу стихов, за которой через год последовала вторая, но вскоре был исключён из РАПП из-за конфликта с М. Ф. Чумандриным. С этого времени обращается к драматургии. С 1931 года работал в рабочем театре «Стройка».
Писал преимущественно пьесы в стихах на исторические и социальные темы. Перевёл на русский язык пьесы «Сирано де Бержерак» Э. Ростана, «Наказание без мщения» Лопе де Вега, «Певец народа» К. Джантошева, «Хамза» К. Яшена. Автор либретто оперы «Денис Давыдов» (1957).
Умер 30 января 1978 года. Похоронен в Москве на Новодевичьем кладбище (участок № 1).

## Творчество
- Историческая дилогия в стихах
  - «Великий государь» (« Иван Грозный», « Царь Иван») (1945) (об Иване Грозном). В изначальной версии пьесы это дальновидный правитель, вынужденный в интересах государства применять насилие. В версии 1955 года в соответствии с новой партийной линией и исторической правдой царь кается, что погубил невинных людей.
  - «Царь Юрий» (пост. 1966)
- «Мы олонецкие» (1932)
- «Личная жизнь» (1934)
- «Чужой» (1938) — разоблачение вредительства в промышленности
- «Фельдмаршал Кутузов» (1939, первоначальное название «1812 год»)
- « Переправа» (1943) — драматическая поэма
- «Дорога победы» (1948) — о подпольщиках
- «Победителей судят» (1950) (о Парижской Коммуне)
- «Золотая чума» (1952) (о Парижской Коммуне)
- «Хамелеоны» (1957) — сатира
- «Опасная профессия» (1958) — о подпольщиках
- «Призрак в Париже» (1960) — переработанная версия пьес « Победителей судят» и « Золотая чума (Измена нации)»
- «Гибель поэта» (1961) (о А. С. Пушкине)
- «Денис Давыдов» (1963)
- «Маленькое колёсико истории» (1963) — киносценарий на антирелигиозную тему
- «Яблоки, которые не продаются» (1966) — телепьеса
- «Мыслящие, любящие и одержимые» (пост. 1968)

- Сборники стихотворений
  - Сборник произведений разных авторов. «Октябрьские всходы: Рабкоровская поэзия» / под редакцией Ильи Ивановича Садофьева. — Ленинград: Гос. изд-во, 1925 (обл. 1926). — 135 с.[3]
  - «Двадцатая весна» (1929)
  - «Ну, и типы!» (1930)

## Награды и премии
- орден Трудового Красного Знамени (14.04.1944)
- орден «Знак Почёта» (28.10.1967)
- медали
- Сталинская премия второй степени (1941) — за пьесу «Фельдмаршал Кутузов» (1939)
- Сталинская премия второй степени (1946) — за пьесу «Великий государь» (1945)